# Koya-lijn
De Koya-lijn (高野線, Kōya-sen) is een spoorlijn in Japan die geëxploiteerd wordt door de Nankai Electric Railway. De lijn verbindt de steden Osaka, Sakai, Osakasayama, Tondabayashi en Kawachinagano in de prefectuur Osaka met Hashimoto en Kōya in de prefectuur Wakayama.

## Treindiensten
- Tokkyū (特急, intercity) De Koya rijdt over de hele lijn, de Rinkan rijdt tussen Nanba en Hashimoto.

De Semboku Liner rijdt van Namba naar Izumi-Chūō via de Semboku-lijn. Reserveren is verplicht.
- Kaisoku Kyūkō (区間準急, sneltrein) alleen doordeweeks in de avond.
- Kyūkō (急行, sneltrein)
- Kukan Kyūkō (区間急行, sneltrein) alle treinen rijden van Namba naar Izumi-Chūō via de Semboku-lijn.
- Junkyū (準急, sneltrein) alle treinen rijden van Namba naar Izumi-Chūō via de Semboku-lijn.
- Futsu (普通, stoptrein) stopt op elk station.

## Stations

### Namba - Kishinosato-Tamade - Gokurakubashi
Het gedeelte tussen de stations Namba en Hashimoto heeft als bijnaam de Rinkan Sun Line (りんかんサンライン, Rinkan Sanrain) .
Vanuit het station Gokurakubashi is er een verbinding per kabelbaantrein  naar het station Koyasan op de berg Koyasan. 
| Nankai-lijn (南海本線) |      | |                        |                     |
| Namba                  | 3,9  | Metro van Osaka: Midosuji-lijn, Sennichimae-lijn, Yotsubashi-lijn Kintetsu: Namba-lijn (Station Kintetsu Namba ) Hanshin: Nishi-Osaka-lijn (Namba : opening voorzien in de lente van 2009) West Japan Railway Company (JR West): Kansai-lijn (Yamatoji-lijn) (JR Namba) | Chūō-ku, Osaka         | Prefectuur Osaka    |
| Imamiyaebisu           | 3,0  | | Naniwa-ku, Osaka       | Prefectuur Osaka    |
| Shin-Imamiya           | 2,5  | West Japan Railway Company (JR West): Osaka-ringlijn, Kansai-lijn (Yamatoji-lijn) Metro van Osaka: Midosuji-lijn, Sakaisuji-lijn (Dobutsuen-mae ) Hankai Tramway: Hankai-lijn (Station Minamikasumicho )                                                                | Nishinari-ku, Osaka    | Prefectuur Osaka    |
| Haginochaya            | 1,9  | | Nishinari-ku, Osaka    | Prefectuur Osaka    |
| Tengachaya             | 0,9  | Metro van Osaka: Sakaisuji-lijn | Nishinari-ku, Osaka    | Prefectuur Osaka    |
| Koya-lijn (高野線)     |      | |                        |                     |
| Kishinosato-Tamade     | 0,0  | Nankai Electric Railway: Nankai-lijn, Shiomibashi-lijn | Nishinari-ku, Osaka    | Prefectuur Osaka    |
| Tezukayama             | 1,1  | | Sumiyoshi-ku, Osaka    | Prefectuur Osaka    |
| Sumiyoshihigashi       | 2,0  | Uemachi-lijn (Station Kaminoki) | Sumiyoshi-ku, Osaka    | Prefectuur Osaka    |
| Sawanocho              | 2,9  | | Sumiyoshi-ku, Osaka    | Prefectuur Osaka    |
| Abikomae               | 3,5  | | Sumiyoshi-ku, Osaka    | Prefectuur Osaka    |
| Asakayama              | 4,8  | | Sakai-ku, Sakai        | Prefectuur Osaka    |
| Sakaihigashi           | 6,4  | | Sakai-ku, Sakai        | Prefectuur Osaka    |
| Mikunigaoka            | 7,9  | West Japan Railway Company (JR West): Hanwa-lijn | Sakai-ku, Sakai        | Prefectuur Osaka    |
| Mozuhachiman           | 8,8  | | Sakai-ku, Sakai        | Prefectuur Osaka    |
| Nakamozu               | 9,5  | Osaka Urban Development: Semboku Rapid Railway Metro van Osaka: Midosuji-lijn | Kita-ku, Sakai         | Prefectuur Osaka    |
| Shirasagi              | 10,5 | | Kita-ku, Sakai         | Prefectuur Osaka    |
| Hatsushiba             | 12,0 | | Higashi-ku, Sakai      | Prefectuur Osaka    |
| Hagiharatenjin         | 12,9 | | Higashi-ku, Sakai      | Prefectuur Osaka    |
| Kitanoda               | 14,7 | | Higashi-ku, Sakai      | Prefectuur Osaka    |
| Sayama                 | 15,6 | | Osakasayama            | Prefectuur Osaka    |
| Osakasayamashi         | 17,2 | | Osakasayama            | Prefectuur Osaka    |
| Kongo                  | 18,3 | | Osakasayama            | Prefectuur Osaka    |
| Takidani               | 20,0 | | Tondabayashi           | Prefectuur Osaka    |
| Chiyoda                | 21,3 | | Kawachinagano          | Prefectuur Osaka    |
| Kawachi-Nagano         | 23,4 | Kintetsu: Nagano-lijn | Kawachinagano          | Prefectuur Osaka    |
| Mikkaichicho           | 25,1 | | Kawachinagano          | Prefectuur Osaka    |
| Mikanodai              | 26,7 | | Kawachinagano          | Prefectuur Osaka    |
| Chihayaguchi           | 28,6 | | Kawachinagano          | Prefectuur Osaka    |
| Amami                  | 30,3 | | Kawachinagano          | Prefectuur Osaka    |
| Kimitoge               | 34,0 | | Hashimoto              | Prefectuur Wakayama |
| Rinkanden-entoshi      | 35,3 | | Hashimoto              | Prefectuur Wakayama |
| Miyukitsuji            | 37,3 | | Hashimoto              | Prefectuur Wakayama |
| Hashimoto              | 40,1 | West Japan Railway Company (JR West): Wakayama-lijn | Hashimoto              | Prefectuur Wakayama |
| Kii-Shimizu            | 43,2 | | Hashimoto              | Prefectuur Wakayama |
| Kamuro                 | 45,8 | | Hashimoto              | Prefectuur Wakayama |
| Kudoyama               | 47,6 | | Kudoyama, District Ito | Prefectuur Wakayama |
| Koyashita              | 49,6 | | Kudoyama, District Ito | Prefectuur Wakayama |
| Shimo-Kosawa           | 51,3 | | Kudoyama, District Ito | Prefectuur Wakayama |
| Kami-Kosawa            | 53,0 | | Kudoyama, District Ito | Prefectuur Wakayama |
| Kii-Hosokawa           | 56,0 | | Koya, District Ito     | Prefectuur Wakayama |
| Kii-Kamiya             | 58,4 | | Koya, District Ito     | Prefectuur Wakayama |
| Gokurakubashi          | 59,9 | Nankai Electric Railway: Kabelbaantrein | Koya, District Ito     | Prefectuur Wakayama |

### Shiomibashi - Kishinosato-Tamade

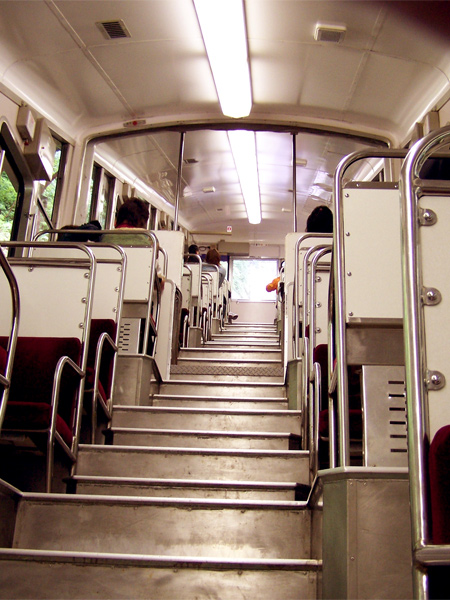
Binnen in de kabelbaantrein tussen Gokurakubashi en Koya

- Dit deel van de lijn staat bekend als de " Shiomibashi-lijn (汐見橋線),

| Stations           | Afstand | Verbindingen | Plaats              | Plaats           |
| ------------------ | ------- | --- | ------------------- | ---------------- |
| Shiomibashi        | 0,0     | Hanshin: Nishi-Osaka-lijn (opening voorzien in de lente van 2009) Metro van Osaka: Sennichimae-lijn ( Sakuragawa) | Naniwa-ku, Osaka    | Prefectuur Osaka |
| Ashiharacho        | 0,9     | West Japan Railway Company (JR West): Osaka-ringlijn ( Ashiharabashi)                                             | Naniwa-ku, Osaka    | Prefectuur Osaka |
| Kizugawa           | 1,6     | | Nishinari-ku, Osaka | Prefectuur Osaka |
| Tsumori            | 2,6     | | Nishinari-ku, Osaka | Prefectuur Osaka |
| Nishi-Tengachaya   | 3,6     | | Nishinari-ku, Osaka | Prefectuur Osaka |
| Kishinosato-Tamade | 4,6     | Rinkan Sun-lijn                                                                                                   | Nishinari-ku, Osaka | Prefectuur Osaka |